# Prata Preta

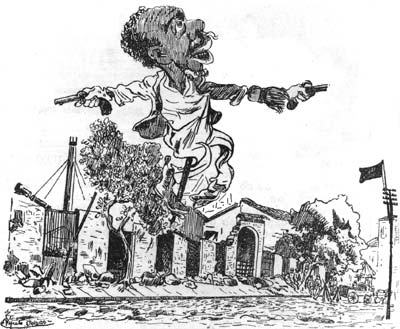
Caricatura de Prata Preta publicada em O Malho.

Horácio José da Silva (nascido em 1874), mais conhecido como Prata Preta, era um capoeirista e estivador brasileiro, morador da cidade do Rio de Janeiro. É considerado por muitos um símbolo de luta contra o governo durante a Revolta da Vacina também conhecida como Quebra-Lampiões, em 1904. Liderou os revoltosos na barricada do bairro da Saúde (que fora apelidada de Porto Arthur em alusão à fortaleza russa) contra o exército, constando que chegou a matar um soldado durante um dos ataques. Foi preso quando a cidadela improvisada caiu e deportado para o Acre.

## Sonhos Tropicais
Este episódio da História do Brasil foi utilizado pelo cineasta André Sturm como enredo de Sonhos Tropicais, filme brasileiro do gênero drama biográfico de 2001. O ator Bukassa Kabengele interpreta Prata Preta.

## Associação Carnavalesca e Cultural Cordão do Prata Preta
Em 2004, quando a Revolta da Vacina completou 100 anos, um grupo de amigos do bairro da Saúde criou a Associação Carnavalesca e Cultural Cordão do Prata Preta com o objetivo de reconstruir a memória desse acontecimento e prestar homenagem ao capoeira. O Cordão do Prata Preta desfila no sábado de carnaval pelas ruas e ladeiras do bairro da Saúde.